# Trolljakten: Titanernas kamp
Trolljakten: Titanernas kamp (originaltitel: Trollhunters: Rise of the Titans) är en amerikansk animerad science fantasy-film från 2021, producerad av DreamWorks Animation Television och utgiven av Netflix.